# Władysław Bończa-Uzdowski

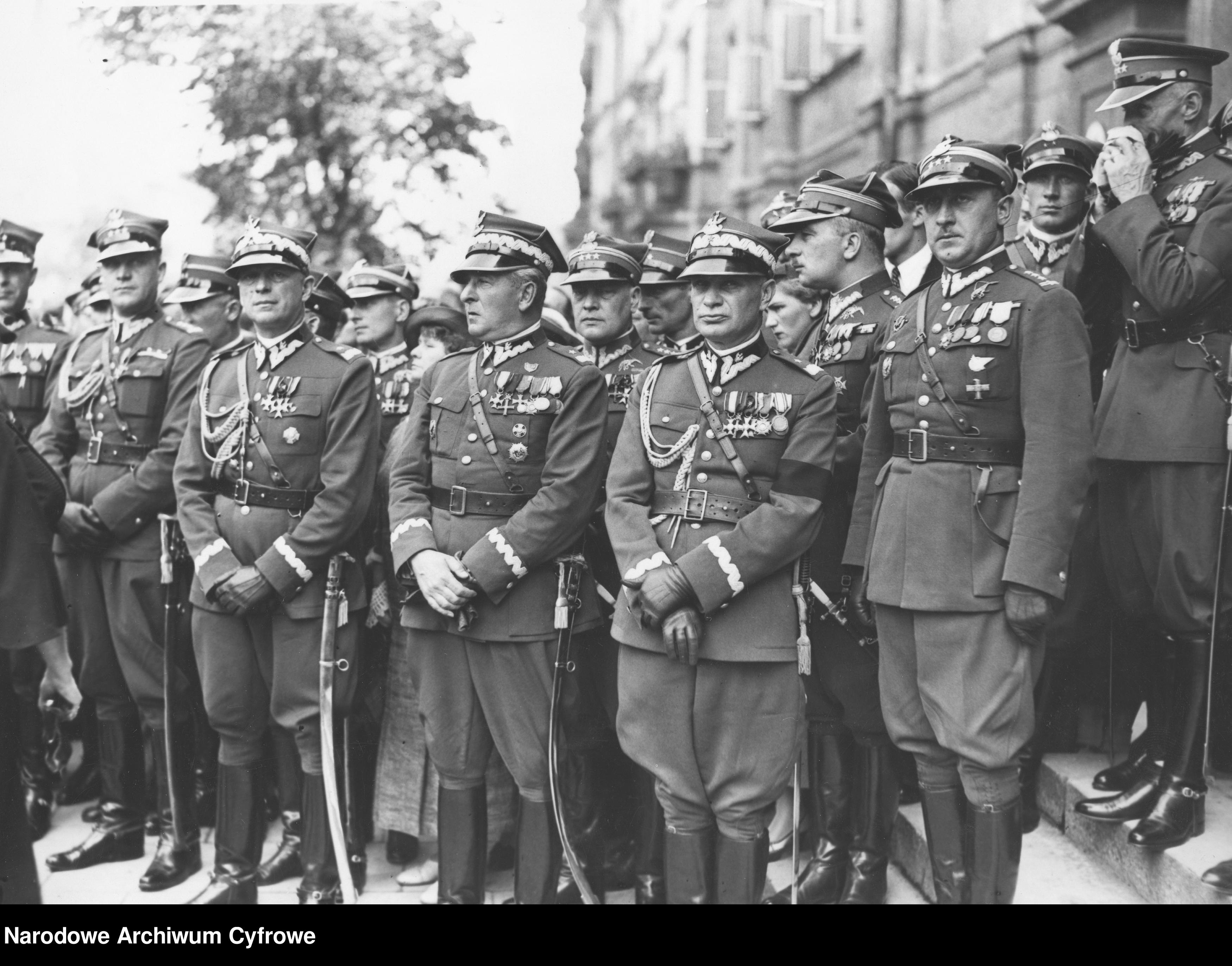
Na pogrzebie kpt. pil. Aleksandra Łagiewskiego 21 lipca 1936

Władysław Bończa-Uzdowski (ur. 23 sierpnia 1887 w Podborczu, w pow. chełmskim, zm. 21 marca 1957 w Warszawie) – generał brygady Wojska Polskiego, działacz niepodległościowy, kawaler Orderu Virtuti Militari, prezes PZPN.

## Życiorys
W latach 1910–1914 członek Organizacji Bojowej PPS, Związku Walki Czynnej i Związku Strzeleckiego.
W latach 1914–1917 w Legionach Polskich. Jako porucznik pełnił obowiązki komendanta: Batalionu Uzupełniającego Nr I (od 14 kwietnia 1915), 1 kompanii 4 pułku piechoty (od 10 maja do 31 lipca 1915) i I batalionu 4 pp (od 21 października do 13 grudnia 1915 roku). W 1917, po kryzysie przysięgowym, został internowany w Beniaminowie.
Uczestnik wojny polsko-bolszewickiej, dowódca 8 pułku piechoty Legionów. Od 1926 dowódca piechoty dywizyjnej 3 Dywizji Piechoty Legionów w Zamościu. 17 marca 1927 roku mianowany został dowódcą 28 Dywizji Piechoty w Warszawie. Na tym stanowisku pozostawał do września 1939. W okresie od 15 stycznia 1928 do 20 lutego 1937 obowiązki dowódcy dywizji łączył z funkcją prezesa Polskiego Związku Piłki Nożnej.
1 stycznia 1928 roku Prezydent RP, Ignacy Mościcki awansował go na generała brygady ze starszeństwem z dniem 1 stycznia 1928 i 7. lokatą w korpusie generałów.
W wojnie obronnej 1939 dowodzona przez niego dywizja weszła w skład Armii „Łódź”. 7 września otrzymał od gen. bryg. Wiktora Thommée polecenie objęcia dowództwa również nad 2 Dywizją Piechoty Legionów. 8 września około godz. 17.00 przekazał dowodzenie swemu zastępcy, płk dypl. Stefanowi Broniowskiemu, a sam wraz z szefem sztabu, ppłk dypl. Albinem Habiną i oficerem operacyjnym, kpt. dypl. Janem Rześniowieckim wyjechał z miejsca postoju w poszukiwaniu gen. Juliusza Rómmla. Tym samym wyłamał się spod zwierzchności gen. Thommée, który z własnej inicjatywy przejął dowodzenie armią. Autor monografii Grupy Operacyjnej „Piotrków” stwierdza jednoznacznie, że „odjazd gen. Bończy-Uzdowskiego należy zakwalifikować jako ucieczkę z pola walki.” Generał poruszając się w kierunku Góry Kalwarii, w nocy z 8 na 9 września, w rejonie Mszczonowa wjechał na teren zajęty przez Wehrmacht. Po dwóch dniach marszu przeprawił się łódką przez Wisłę, a następnie zameldował się w Warszawie u gen. Rómmla. Z rozkazu dowódcy armii 13 września ponownie objął dowództwo 28 DP i wziął udział w obronie Modlina na odcinku „Pomiechówek”. Mieczysław Bielski podaje, że w Modlinie, gen. Thommée starał się odsunąć generała od dowodzenia dywizją. Mimo tego, w swoim rozkazie pożegnalnym do załogi Twierdzy Modlin złożył podziękowanie dowódcy 28 DP. Od 29 września w niewoli niemieckiej. Cały okres II wojny światowej spędził w Oflagu VIIA Murnau.
Po powrocie do kraju w 1946 ponownie został prezesem PZPN. W 1949 przeszedł na emeryturę. 
Zmarł w Warszawie 21 marca 1957 roku. Został pochowany na Cmentarzu Wojskowym na Powązkach (kwatera A 30-4-15).

## Opinie
- Opinia sporządzona przez Juliusza Rómmla prawdopodobnie w marcu lub kwietniu 1945 w oflagu VII A Murnau – „Jednostka bez wartości. Nie posiada żadnych zalet dowódczych. W roku 1939 „odłączył się” od swojej 28 dywizji i znalazł się w Warszawie, skąd potem był przeze mnie odesłany do Modlina – gdzie jednak niczym nie dowodził. Do wojska nie nadaje się. Nie nadaje się.”
- Zapis z 22 maja 1939 w prywatnych notatkach Stefana Roweckiego – „(...) dowodzi ponad 10 lat dywizją, z czego już pięć lat niczym się już nie zajmuje poza polowaniem, piciem i grą w karty. Podobno kiedyś był niezłym dowódcą liniowo-bojowym. Obecnie nerwus, przykry dla otoczenia, widać, że czas mu na emeryturę. Szkoda, żeby jakie miejsce w wojsku zabierał.”

## Awanse
- porucznik – 1914
- kapitan – 1915
- major – brak danych
- podpułkownik – 1920
- pułkownik – 1922
- generał brygady – 1928

## Życie prywatne
Mieszkał w Warszawie. Żonaty z Anastazją z domu Wierzchoś (zmarła w 1974). Miał córkę.

## Ordery i odznaczenia
- Krzyż Srebrny Orderu Wojskowego Virtuti Militari (1921)[6]
- Krzyż Komandorski Orderu Odrodzenia Polski (8 listopada 1930)[7]
- Krzyż Niepodległości z Mieczami (20 stycznia 1931)[8][9]
- Krzyż Oficerski Orderu Odrodzenia Polski (9 listopada 1926)[10][11]
- Krzyż Walecznych (czterokrotnie)
- Złoty Krzyż Zasługi (19 marca 1931)[12]
- Medal Pamiątkowy za Wojnę 1918–1921
- Medal Dziesięciolecia Odzyskanej Niepodległości
- Order Pogromcy Niedźwiedzia III klasy (Łotwa, 1922)[13]